# زیردریایی کلاس آدوا
سابمارین کلاس آدوا (به انگلیسی: Adua-class submarine) یک کلاس از زیردریایی است که طول آن ۶۰٫۲۸ متر (۱۹۷ فوت ۹ اینچ) می‌باشد.